# Karkafti
Karkafti (arab. قرقفتي) – wieś w Syrii, w muhafazie Tartus. W 2004 roku liczyła 927 mieszkańców.